# 甄啟榮
甄啟榮（英語：Yan Kai-wing，1967年7月10日—），綽號「阿甄」，前香港深水埗區議會白田和下白田選區議員，曾為民協和經民聯成員。甄啟榮曾經游走於民主派和建制派，最終在2017年宣佈退出建制派陣營，並自視為民主派一員。目前定居英國。

## 參與區議會選舉
由於白田選區時任議員鄭學哲於任內自行請辭，因此白田選區在1992年5月24日進行補選，首次參選的甄啟榮以民協身份獲得1,387票當選，連任至今。
1994年香港區議會選舉代表民協的譚國僑轉到澤安選區，而本區則由同為民協成員的甄啟榮當選。
1999年香港區議會選舉代表民協的甄啟榮以七成三得票勝過民建聯黃尉聰當選（2,690對965）。2003年香港區議會選舉，更只有民協甄啟榮報名而自動當選。
2007年區議會選舉，原白田區議員甄啟榮因區內的白田公共圖書館遷往石硤尾邨一事，與其所屬的民協鬧翻而退出，以無黨派身份參選改劃後的下白田選區，由於只有他一人參選，甄氏自動當選連任。其後甄2008年曾支持梁美芬參選及在2011年借出街板位置予人民力量，立場開始變得反覆。
2011年區議會選舉，民協藉着龍坪及上白田區議員吳美於白田邨服務而繼續活躍，派出楊彧參選挑戰甄啟榮。結果楊彧得到1,119票，未及甄氏的2,888票，甄以約六成選票連任。其後經民聯成立，甄啟榮加入，並在地區議題上與工聯會成員林偉文合作，反映居民意見。

### 2015年區議會選舉
2015年，甄啟榮以經民聯身份參選區議會換屆選舉爭取連任，在下白田選區以2,320票，大勝得1,152票的社會主義行動成員鄧美晶，成功連任。

### 退出經民聯
2017年，甄啟榮退出經民聯，視為立場轉向中間派，更在2018年2月先在深水埗區議會房屋事務委員會自行辭去主席一職，以反對廢除委員會主席每2年重選的一貫做法。

### 包圍房署辦事處
2018年4月，甄啟榮及白田邨居民因封鎖白田邨商場重建範圍一事，包圍白田邨房署辦事處，最終變成肢體衝突。甄被控普通襲擊等5條控罪，並於7月拘捕，於11月提堂，甄及支持者指為政治檢控。他在2019年3月29日認罪，被判100小時社會服務令。

### 重返民主派後
重返民主派後，在2018年9月及11月，甄氏支持泛民主派動議，停止向議員旗下衛星組織撥款；其後更支持民主派修改深水埗區議會議事常規，取消授權票制度，兩件事被視為建制派失守。此後甄啟榮亦多次支持民主派議員的動議，更不時一同行動，包括全力聲援「反送中」行動，亦以自己深水埗區議會房屋事務委員會主席身份，批准在會內討論及通過「反送中」動議。並於2020年香港立法會選舉支持民主黨及公民黨，但被問到是否支持民協時，則回答「太多恩怨情仇啦。」

### 2019年區議會選舉
2019年區議會選舉，甄啟榮以獨立民主派身份爭取連任，結果甄以3,206票擊敗三位對手，大勝包括上屆合作的民建聯及工聯會成員林偉文的1,952票，得436票的方智龍，和得41票的陳澤誠，成功連任。成功從中間派重返民主派，在本屆席捲全港的民主浪潮、高投票率下延續其區議員生涯。甄啟榮政治立場的轉變成為部分媒體關注點之一，而甄選舉前接受獨立媒體 inmediahk.net訪問，指曾加入建制派是遺憾一生，當初誤信經民聯擁有行政會議成員，能協助地區發聲，但其後發現「建制派係會叫你唔好做嘢，唔好阻住政府施政」，和自己理念違背。而林偉文則就甄啟榮的政治立場作攻擊，批評對方是變色龍。

### 擺設街站六四遭親政府人士包圍反被捕
2021年6月4日下午，甄在白田邨運田樓扶手電梯旁擺設街站，派發蠟燭予市民悼念六四，並播放民運歌曲。其後遭十多名親建制的長者包圍，認為他的街站搞事，其後有一名75歲的女長者更將枱上的物品掃到地上和反轉枱，之後表示雙手發現流血。甄啟榮認為該名女長者「明顯老屈」，認為「普通襲擊」的指控荒謬。最後遭警察以「普通襲擊」罪拘捕，而該名女長者亦被警察帶走，被控「刑事毁壞」。
其後，甄啟榮辭任區議員，移居英国。

## 歷屆選舉結果
| 政党   | 政党           | 候选人    | 票数  | %     | ±      |
| ------ | -------------- | --------- | ----- | ----- | ------ |
|        | 民建聯/ 工聯會 | ①. 林偉文 | 1,952 | 34.64 | 不適用 |
|        | 獨立           | ②. 甄啟榮 | 3,206 | 56.89 | ▼9.93  |
|        | 無黨派         | ③. 陳澤誠 | 41    | 0.73  | 不適用 |
|        | 無黨派         | ④. 方智龍 | 436   | 7.74  | 不適用 |
| 多数票 | 多数票         | 多数票    | 1,254 | 22.25 | ▼11.39 |

| 政党   | 政党                 | 候选人    | 票数  | %     | ±      |
| ------ | -------------------- | --------- | ----- | ----- | ------ |
|        | 經民聯/西 西九新動力 | ①. 甄啟榮 | 2,320 | 66.82 | ▼5.25  |
|        | 社會主義行動         | ②. 鄧美晶 | 1,152 | 33.18 | 不適用 |
| 多数票 | 多数票               | 多数票    | 1,168 | 33.64 | ▼10.51 |

| 政党   | 政党   | 候选人    | 票数  | %     | ±      |
| ------ | ------ | --------- | ----- | ----- | ------ |
|        | 民協   | ①. 楊彧   | 1,119 | 27.93 | 不適用 |
|        | 獨立   | ②. 甄啟榮 | 2,888 | 72.07 |        |
| 多数票 | 多数票 | 多数票    | 1,769‬ | 44.15 | 不適用 |

| 政党   | 政党   | 候选人 | 票数     | %      | ±      |
| ------ | ------ | ------ | -------- | ------ | ------ |
|        | 獨立   | 甄啟榮 | 自動當選 | 不適用 | 不適用 |
| 多数票 | 多数票 | 多数票 | 不適用   | 不適用 | 不適用 |

| 政党   | 政党   | 候选人 | 票数     | %      | ±      |
| ------ | ------ | ------ | -------- | ------ | ------ |
|        | 民協   | 甄啟榮 | 自動當選 | 不適用 | 不適用 |
| 多数票 | 多数票 | 多数票 | 不適用   | 不適用 | 不適用 |

| 政党   | 政党   | 候选人    | 票数  | %     | ±      |
| ------ | ------ | --------- | ----- | ----- | ------ |
|        | 民建聯 | ①. 黃尉聰 | 965   | 26.40 | 不適用 |
|        | 民協   | ②. 甄啟榮 | 2,690 | 73.60 | 不適用 |
| 多数票 | 多数票 | 多数票    | 1,725 | 47.20 | 不適用 |

| 政党   | 政党   | 候选人 | 票数  | %     | ±      |
| ------ | ------ | ------ | ----- | ----- | ------ |
|        | 民協   | 甄啟榮 | 1,537 | 65.43 | 不適用 |
|        | 自民聯 | 呂柏耀 | 812   | 34.57 | 不適用 |
| 多数票 | 多数票 | 多数票 | 725   | 30.86 | 不適用 |

| 政党   | 政党   | 候选人 | 票数  | %     | ±      |
| ------ | ------ | ------ | ----- | ----- | ------ |
|        | 民協   | 甄啟榮 | 1,387 | 59.05 | 不適用 |
|        | 自民聯 | 岑祖耀 | 471   | 20.05 | 不適用 |
|        | 獨立   | 梁偉成 | 491   | 20.90 | 不適用 |
| 多数票 | 多数票 | 多数票 | 896   | 38.14 | 不適用 |

## 資料來源與註釋
1. 1 2 3  關冠麒. . Apple Daily 蘋果日報. 2019-07-15  [2020-02-14]. （原始内容存档于2019-12-11）.
2. ↑  . lovemeifun. 2008-08-26  [2015-05-15]. （原始内容存档于2020-11-27）.
3. ↑  . 東方日報. 2011-04-04  [2015-05-16]. （原始内容存档于2016-03-04）.
4. ↑   (PDF).   [2021-02-05]. （原始内容 (PDF)存档于2021-07-02）.
5. ↑  .   [2015-05-02]. （原始内容存档于2015-05-02）.
6. ↑  . 太陽報. 2015-02-14  [2021-02-05]. （原始内容存档于2019-03-30）.
7. ↑  . 東方日報. 2015-04-19  [2015-05-16]. （原始内容存档于2019-03-30）.
8. ↑  . 香港特別行政區政府. 2015-11-23  [2015-11-23]. （原始内容存档于2015-11-23）.
9. ↑  麥馬高. . 獨立媒體 inmediahk.net. 2018-03-01  [2021-02-05]. （原始内容存档于2019-03-30）.
10. ↑  . 東方日報. 2018-07-03  [2018-07-03]. （原始内容存档于2019-03-30）.
11. ↑  . 東方日報. 2018-11-07  [2018-11-07]. （原始内容存档于2019-03-30）.
12. ↑  羅家晴. . 香港01. 2018-09-15  [2019-11-05]. （原始内容存档于2020-08-09）.
13. ↑  林景輝. . 香港01. 2018-11-06  [2019-11-05]. （原始内容存档于2019-03-30）.
14. ↑  . 東方日報. 2018-06-26  [2018-06-26]. （原始内容存档于2019-03-30）.
15. ↑  麥馬高. . 獨立媒體 inmediahk.net. 2020-06-26  [2020-07-21]. （原始内容存档于2021-01-02）.
16. 1 2  麥馬高. . 獨立媒體 inmediahk.net. 2019-10-29  [2020-07-21]. （原始内容存档于2019-10-30）.
17. ↑  2019年香港區議會選舉網頁選舉結果(深水埗) （页面存档备份，存于）。
18. ↑  . 獨立媒體 inmediahk.net. 2021-06-05  [2021-06-08]. （原始内容存档于2021-06-09）.

## 外部連結
- . 深水埗區議會. 2019-12-24  [2020-11-03]. （原始内容存档于2020-10-20） （中文（香港））.
- . 深水埗區議會. 2015-06-09  [2021-02-06]. （原始内容存档于2015-06-26） （中文（香港））.
- . 深水埗區議會. 2017-01-24  [2021-01-03]. （原始内容存档于2018-10-09） （中文（香港））.

| 議會席位      | 議會席位                                                  | 議會席位                        |
| ------------- | --------------------------------------------------------- | ------------------------------- |
| 前任： 鄭學哲 | 深水埗區議會 白田選區區議員 1992年5月25日－2007年12月31日 | 選區分拆成 龍坪及上白田、下白田 |
| 首任          | 深水埗區議會 下白田選區區議員 2008年1月1日－2021年7月8日  | 空缺                            |